# Verrallina nobukonis
Verrallina nobukonis är en tvåvingeart som först beskrevs av Yamada 1932.  Verrallina nobukonis ingår i släktet Verrallina och familjen stickmyggor. Inga underarter finns listade i Catalogue of Life.